# 로우티아키앙

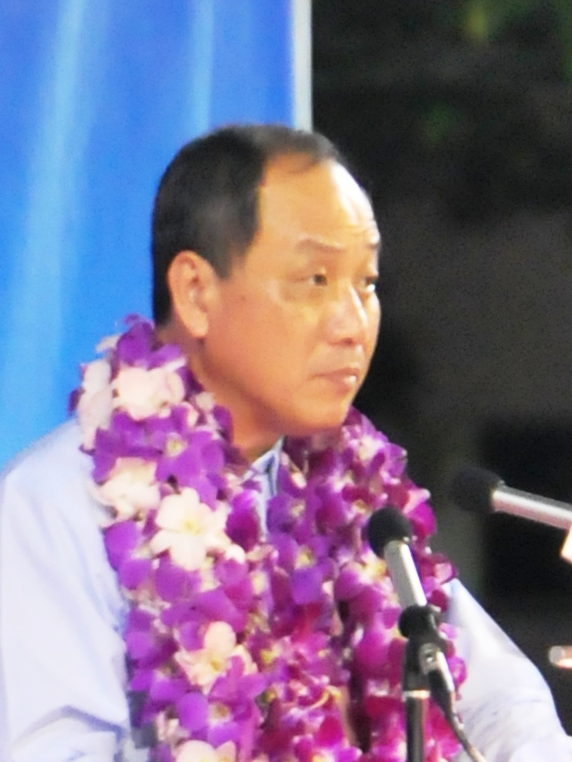

로우티아키앙(영어: Low Thia Khiang, 중국어: 刘程强, 1956년 9월 5일 ~ )은 싱가포르의 기업인, 정치인이다.
2001년 5월 27일부터 2018년 4월 8일까지 노동당의 사무총장직을 지냈으며, 2006년 11월 2일부터 2018년 4월 8일까지 야권대표를 지냈다. 1991년부터 2011년까지 호우강 개인선거구의 국회의원을 지냈고, 2011년부터 2020년까지 알주니드 집단선거구의 국회의원을 지냈다. 알주니드 집단선거구에서 브독저수지-풍골 구역을 담당했다.
제13대 국회에서 야당 의원 6명 중 하나였다.
2020년 6월 25일 첸쇼우마오, 픙엥홧과 더불어 2020년 총선 불출마를 선언했으나, 정치 활동을 계속할 것이라고 밝혔다.